# Danh sách đĩa nhạc của Zara Larsson
Ca sĩ,nhạc sĩ người Thụy Điển Zara Larsson đã ra mắt một album phòng thu, ba đĩa đơn EP, chín đĩa đơn và mười video âm nhạc.Ba đĩa đơn bao gồm "Uncover", "Lush Life" và "Never Forget You", đều đạt thứ hạng cao trên bảng xếp hạng âm nhạc tại Thụy Điển. "Uncover" và "Lush Life" lọt top 5 bảng xếp hạng các quốc gia như Na Uy,Thụy Điển,Hà Lan, Bỉ và Đan Mạch,và lọt top 10 tại Pháp.
Tháng 11 năm 2014, Larsson đã phát hành album phòng thu "1", đứng đầu bảng xếp hạng Album và nhận chứng chỉ bạch kim tại Thụy Điển, trong khi lọt top 28 tại Na Uy và 33 tại Đan Mạch.

## Danh sách Album

### Album phòng thu
| Tên | Chi tiết | Vị trí trên bảng xếp hạng | Vị trí trên bảng xếp hạng | Vị trí trên bảng xếp hạng | Chứng nhận           |
| Tên | Chi tiết | SWE                       | DEN                       | NOR                       | Chứng nhận           |
| --- | --- | ------------------------- | ------------------------- | ------------------------- | -------------------- |
| 1   | - Phát hành: Ngày 1 tháng 11 năm 2014 - Nhãn: Record Company TEN, Universal - Định dạng: CD, digital download | 1                         | 33                        | 28                        | - IFPI SWE: Bạch kim |

### Đĩa EP
| Tên                            | Chi tiết                                                                                                 |
| ------------------------------ | --- |
| Introducing                    | - Phát hành:Ngày 21 tháng 1 năm 2013 - Nhãn: Record Company TEN, Universal - Định dạng: Digital download |
| Allow Me to Reintroduce Myself | - Phát hành:Ngày 5 tháng 7 năm 2013 - Nhãn: Record Company TEN, Universal - Định dạng: Digital download  |
| Uncover                        | - Phát hành: 16 tháng 1 năm 2015 - Nhãn: Epic, Record Company TEN - Định dạng: Digital download          |

## Đĩa đơn

### Ca sĩ hát chính
| Tên                           | Năm  | Vị trí xếp hạng | Vị trí xếp hạng | Vị trí xếp hạng | Vị trí xếp hạng | Vị trí xếp hạng | Vị trí xếp hạng | Vị trí xếp hạng | Vị trí xếp hạng | Vị trí xếp hạng | Vị trí xếp hạng | Chứng nhận | Album |
| Tên                           | Năm  | SWE             | AUS             | DEN             | GER             | NL              | NZ              | NOR             | SWI             | UK              | US              | Chứng nhận | Album |
| ----------------------------- | ---- | --------------- | --------------- | --------------- | --------------- | --------------- | --------------- | --------------- | --------------- | --------------- | --------------- | --- | ----- |
| "My Heart Will Go On"         | 2008 | 7               | —               | —               | —               | —               | —               | —               | —               | —               | —               | |       |
| "Uncover"                     | 2013 | 1               | —               | 3               | —               | —               | —               | 1               | 8               | —               | —               | - IFPI SWE: 6× Bạch kim - IFPI SWI: Bạch kim - IFPI DEN: 3× Bạch kim - IFPI NOR: Bạch kim                                                                  | 1     |
| "She's Not Me"                | 2013 | 21              | —               | —               | —               | —               | —               | —               | —               | —               | —               | - IFPI SWE: Vàng | 1     |
| "Bad Boys"                    | 2013 | 27              | —               | 33              | —               | —               | —               | —               | —               | —               | —               | - IFPI DEN: Vàng | 1     |
| "Carry You Home"              | 2014 | 3               | —               | —               | —               | —               | —               | —               | —               | —               | —               | - IFPI SWE: 2× Bạch kim | 1     |
| "Rooftop"                     | 2014 | 6               | —               | —               | —               | —               | —               | —               | —               | —               | —               | - IFPI SWE: Bạch kim | 1     |
| "Weak Heart"                  | 2015 | 53              | —               | —               | —               | —               | —               | —               | —               | —               | —               | | 1     |
| "Lush Life"                   | 2015 | 1               | 4               | 2               | 4               | 3               | 8               | 2               | 3               | 3               | —               | - IFPI SWE: 6× Bạch kim - IFPI SWI: Vàng - ARIA: 2× Bạch kim - BPI: Bạch kim - BVMI: Vàng - IFPI DEN: 2× Bạch kim - IFPI NOR: 3× Bạch kim - RMNZ: Bạch kim |       |
| "Never Forget You" (với MNEK) | 2015 | 1               | 3               | 5               | 20              | 8               | 6               | 2               | 32              | 5               | 15              | - IFPI SWE: 4× Bạch kim - ARIA: 3× Bạch kim - BPI: Bạch kim - IFPI DEN: Bạch kim - IFPI NOR: 2× Bạch kim - RIAA: Vàng - RMNZ: 2x Bạch kim                  |       |
| "—" Không được xếp hạng       |      |                 |                 |                 |                 |                 |                 |                 |                 |                 |                 | |       |

### Hợp tác với ca sĩ khác
| Tên                                                  | Năm  | Xếp hạng | Xếp hạng | Xếp hạng | Xếp hạng | Xếp hạng | Xếp hạng | Xếp hạng | Xếp hạng | Xếp hạng | Xếp hạng | Chứng nhận | Album |
| Tên                                                  | Năm  | SWE      | AUS      | DEN      | GER      | NL       | NZ       | NOR      | SWI      | UK       | US       | Chứng nhận | Album |
| ---------------------------------------------------- | ---- | -------- | -------- | -------- | -------- | -------- | -------- | -------- | -------- | -------- | -------- | ---------- | ----- |
| "Girls Like" (Tinie Tempah hợp tác với Zara Larsson) | 2016 | 21       | 15       | 25       | 95       | 14       | 29       | 31       | —        | 5        | —        | - BPI: Bạc |       |
| "—" không được xếp hạng                              |      |          |          |          |          |          |          |          |          |          |          |            |       |

## Khác
| Tên                   | Năm  | Xếp hạng | Album       |
| Tên                   | Năm  | SWE      | Album       |
| --------------------- | ---- | -------- | ----------- |
| "It's a Wrap"         | 2013 | 43       | Introducing |
| "When Worlds Collide" | 2013 | 26       | Introducing |
| "Under My Shades"     | 2013 | 45       | Introducing |

## Video ca nhạc
| Tên                            | Năm  | Đạo diễn             | Tham khảo |
| ------------------------------ | ---- | -------------------- | --------- |
| "Under My Shades"              | 2013 | Måns Nyman           | [ 41 ]    |
| "She's Not Me (Pt. 1)"         | 2013 | Måns Nyman           | [ 42 ]    |
| "She's Not Me (Pt. 2)"         | 2013 |                      |           |
| "Bad Boys"                     | 2013 | Måns Nyman           | [ 43 ]    |
| "Carry You Home"               | 2014 | Emil Nava            | [ 44 ]    |
| "Rooftop"                      | 2014 | Måns Nyman           | [ 41 ]    |
| "Weak Heart"                   | 2014 | David Soutar         | [ 41 ]    |
| "Uncover"                      | 2015 | A.V. Rockwell        | [ 45 ]    |
| "Lush Life"                    | 2015 | Måns Nyman           | [ 46 ]    |
| "Never Forget You" (with MNEK) | 2015 | Richard Paris Wilson | [ 47 ]    |